# ワタナベ工業
ワタナベ工業株式会社（ワタナベこうぎょう）は岡山県倉敷市連島町西之浦に本社を置く人工芝、ニードルパンチカーペット、吸着カーペット、電気カーペット（ホットカーペット）、防災に役立つとされるパウチクック（ポリ袋レシピ、パッククッキング、ポリクックなどとも呼ばれる）に適した日本製高密度ポリエチレン製の食品用ポリ袋などの製造・販売を主な事業とするプラスチック加工メーカーである。

## 沿革
- 1881年（明治14年） - 葦すだれ工場を興す
- 1929年（昭和 4年） - 「岡山県連島葦すだれ」として全国販売
- 1954年（昭和29年） - 塩化ビニールすだれの試作に成功、生産販売を開始
- 1956年（昭和31年） - 10月 法人組織に改め、渡辺製簾株式会社とする
- 1967年（昭和42年） - 10月 ワタナベ工業株式会社に社名を変更する
- 1996年（平成 8年） - 3月 中国に「中日合資台州渡辺工藝品有限公司」設立
- 1997年（平成 9年） - 1月 民生用電気カーペット製造開始
- 2003年（平成15年） - 5月 本社機能を清音工場へ統合
- 2010年（平成22年） - 5月 押出成形課を清音工場から下原工場へ移転
- 2016年（平成28年） - 創業135周年、設立60周年を迎える
- 2016年（平成28年） - 職業能力開発の重要性を深く認識されたことにより「岡山県知事賞」受賞
- 2018年（平成30年） - 平成30年7月豪雨（西日本豪雨）により下原工場床上2.2mの浸水被害
- 2020年（令和2年）  - 事業継続力強化計画認定

## 関連会社
- 渡辺化成株式会社
- 台州渡辺工芸品有限公司 (Taizhou Dubian Crafts Co., Ltd.)